# Zuleikha Robinson
Zuleikha Robinson (ur. 29 czerwca 1977 w Londynie), angielska aktorka o korzeniach brytyjsko-azjatyckich, znana przede wszystkim z jednej z głównych ról w spinoffie Z archiwum X, zatytułowanym Samotni strzelcy.

## Filmografia
- 2013 – Once Upon a Time in Wonderland jako Amara
- 2009 – Lost: Zagubieni jako Ilana
- 2008 – Detektyw Amsterdam jako Eva Marquez
- 2006 – Antonio Vivaldi
- 2006 – Rzym
- 2006 – The Namesake jako Moushumi
- 2004 – Hidalgo – ocean ognia jako Jazira
- 2004 – Kupiec wenecki jako Jessica
- 2002 – Slash jako Suzie
- 2002 – Z Archiwum X (występ gościnny)
- 2001 – Samotni strzelcy jako Yves Adele Harlow
- 2000 – Timecode jako Asystentka Lestera Moore